# Matriz (Campo Elías)
Pour les articles homonymes, voir Matriz.
Matriz est l'une des sept paroisses civiles de la municipalité de Campo Elías dans l'État de Mérida au Venezuela. Sa capitale est Ejido, chef-lieu de la municipalité.